# Espagnola darlingtoni
Espagnola darlingtoni är en insektsart som beskrevs av Rehn, J.A.G. och J.W.H. Rehn 1939. Espagnola darlingtoni ingår i släktet Espagnola och familjen Episactidae. Inga underarter finns listade i Catalogue of Life.